# The Hills Have Eyes 2

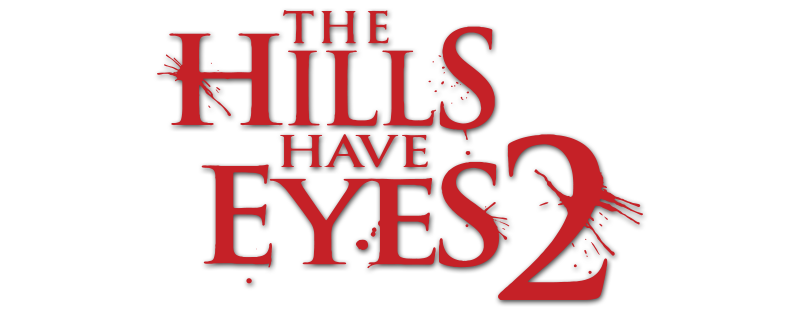

The Hills Have Eyes 2 är en amerikansk skräckfilm från 2007 och uppföljaren till The Hills Have Eyes, nyinspelningen av originalet från 1977 med samma namn. Filmen regisserades av Martin Weisz och skrevs av Wes och Jonatan Craven.

## Handling
En grupp rekryter till National Guard får kämpa för sina liv mot en samling hemska mutanter på sin sista träningsdag ute i öknen.

## Skådespelare
- Michael McMillian som Napoleon
- Jessica Stroup som Amber
- Jacob Vargas som Crank
- Flex Alexander som Sarge
- Lee Thompson Young som Delmar
- Daniella Alonso som Missy
- Eric Edelstein som Spitter
- Reshad Strik som Mickey
- Ben Crowley som Stump
- Michael Bailey Smith som Papa Hades
- Derek Mears som Chameleon
- David Reynolds som Hansel
- Tyrell Kemlo som Stabber
- Gáspár Szabó som Grabber
- Jason Oettle som Letch